# Pocket Size Theatre Semafor in Prague
Pocket Size Theatre Semafor in Prague je kompilační album složené převážně z písní skladatelů Jiřího Suchého a Jiřího Šlitra. Přednostně vyšlo s anglickým titulem pro export pod katalogovým číslem firmy Supraphon SUA 13508. Domácí varianta alba neměla na obale ani etiketě žádný konkrétní název, byť o ní dobový tisk referoval pod titulem "Hraje Ferdinand Havlík se svým orchestrem".  Jedná se o první album složené pouze z písní členů divadla Semafor.

## Sestava alba
LP bylo kolekcí nejúspěšnějších dosavadních šlágrů autorské dvojice Suchý-Šlitr s několika písněmi semaforského orchestru Ferdinanda Havlíka, který též zpěváky doprovázel. Skladby pocházejí z her a pásem Člověk z půdy (1959), Zuzana je sama doma (1960), Taková ztráta krve (1960) a Zuzana je zase sama doma (1961). Nazpívali je Jiří Suchý, Eva Pilarová, Karel Štědrý, Waldemar Matuška nebo Zuzana Vrbová. Všechny písně již dříve vyšly na supraphonských SP a EP deskách s výjimkou orchestrální verze skladby "Klokočí" a odlišné varianty nahrávky "Malé kotě".

## Vydání
Gramodeska byla přednostně určená pro zahraniční trh v reakci na neobyčejně úspěšná turné Semaforu do východního i západního Německa v roce 1963. Proto je vydavatelství expedovalo v barevném rozkládacím obale s vlepenou přílohou, v níž byla dosavadní historie divadla popsána v angličtině, němčině a francouzštině (ve stejné podobě ale s etiketou v azbuce byla deska vyvážena i do Sovětského svazu). Autorem textu byl dramaturg divadla Milan Schulz, článek doprovázela řada barevných i černobílých snímků (např. od Jana Lukase). Domácí varianta desky byla prezentována pouze v anonymním obale s logem vydavatele Supraphon, neobsahovala žádné fotografie, ani konkrétní titul, pouze názvy  písní a jména interpretů na etiketě (pod číslem DV 10130). Profesionální recenzi desky uveřejnil Josef Kotek na stránkách časopisu Melodie, kde vytýkal užití nových verzí písní s dle jeho názoru přemírou twistových aranžmá (oproti starším nahrávkám Československého rozhlasu). "Twistové úpravy a náležitosti stůj co stůj – a podle příkazu módy navrch ještě conniffovské vokální přibarvení. Obojí, bohužel, jako by semaforským písničkám leckde odnímalo podstatnou část jejich příznačné atmosféry."

## Seznam skladeb
| Strana 1 | Strana 1       | Strana 1               | Strana 1                  | Strana 1 |
| Pořadí   | Název          | Autor                  | Zpěv                      | Délka    |
| -------- | -------------- | ---------------------- | ------------------------- | -------- |
| 1.       | Semafor twist  | Ferdinand Havlík       | Sbor Lubomíra Pánka       | 2:26     |
| 2.       | Pramínek vlasů | Jiří Suchý             | Jiří Suchý                | 3:41     |
| 3.       | Léta dozrávání | Jiří Šlitr, Jiří Suchý | Jiří Suchý                | 2:28     |
| 4.       | Kolovrátek     | Jiří Šlitr             | orchestrální skladba      | 2:05     |
| 5.       | Sluníčko       | Jiří Šlitr, Jiří Suchý | Jiří Suchý, Zuzana Vrbová | 2:26     |
| 6.       | Sup a žlůva    | Jiří Šlitr, Jiří Suchý | Jiří Suchý, Eva Pilarová  | 3:04     |
| 7.       | Klokočí        | Jiří Šlitr, Jiří Suchý | orchestrální skladba      | 1:58     |
| 8.       | Malé kotě      | Jiří Šlitr, Jiří Suchý | Jiří Suchý                | 2:29     |

| Strana 2 | Strana 2                | Strana 2               | Strana 2                       | Strana 2 |
| Pořadí   | Název                   | Autor                  | Zpěv                           | Délka    |
| -------- | ----------------------- | ---------------------- | ------------------------------ | -------- |
| 9.       | Lukáš                   | Karel Růžička          | Sbor Lubomíra Pánka            | 1:58     |
| 10.      | Kaňonem takhle k večeru | Jiří Šlitr, Jiří Suchý | Jiří Suchý, Karel Štědrý       | 2:11     |
| 11.      | Peřeje                  | Ferdinand Havlík       | orchestrální skladba           | 2:32     |
| 12.      | Árie měsíce             | Jiří Šlitr, Jiří Suchý | Waldemar Matuška               | 3:33     |
| 13.      | Kočka na okně           | Jiří Šlitr, Jiří Suchý | Waldemar Matuška               | 1:58     |
| 14.      | Milostná píseň          | Ferdinand Havlík       | orchestrální skladba           | 2:31     |
| 15.      | Ach, ta láska nebeská   | Jiří Šlitr, Jiří Suchý | Eva Pilarová, Waldemar Matuška | 4:38     |
| 16.      | Písnička pro Zuzanu     | Jiří Šlitr, Jiří Suchý | Waldemar Matuška               | 3:36     |

## Hudební doprovod
- Orchestr Ferdinanda Havlíka
- Jaroslav Štrudl – saxofon (1, 11)
- Sbor Lubomíra Pánka (1-3, 6-8, 9, 10, 12, 13, 15, 16)